# The Moog Cookbook
The Moog Cookbook ist eine US-amerikanische Elektropopgruppe, die ihre Lieder hauptsächlich mit Synthesizern produziert und aus ihren Gründern Roger Joseph Manning (Jellyfish, Imperial Drag) und Brian Kehew besteht.

## Stil
Das Repertoire besteht ausschließlich aus nahezu instrumentalen, mit synthetischen Klangerzeugern arrangierten Coverversionen bekannter Rocksongs.  Mit bis zu 15 Instrumenten der frühen Moog-Synthesizergenerationen werden die Stücke verfremdet, musikalisch fortentwickelt oder auch schlicht uminterpretiert. Nur wenige kurze Passagen sind durch stark verzerrte Gesangseinsätze ergänzt.

## Diskografie
- 1996: The Moog Cookbook (Album)
- 1997: Ye Olde Space Bande (Album)
- 2004: Moog (Film Soundtrack)
- 2005: Bartell[1]